# Iglesia Nueva del Arrabal (Salamanca)
La iglesia nueva del Arrabal, dedicada a la Santísima Trinidad es una iglesia moderna construida en 1952 para sustituir a la Iglesia Vieja del Barrio del Arrabal que se encontraba en mal estado. 
Se levanta junto al Tormes en las inmediaciones del puente romano.
Lo más destacado del interior es el ábside, con pinturas de Genaro de No.
En 2006 dado su mal estado de la iglesia se desconsagró, trasladando el culto a la Iglesia Vieja del Arrabal, recién restaurada.
Existe un proyecto para que tras la pertinente rehabilitación el edificio albergue el Museo de Arte Sacro y Semana Santa de Salamanca.
El Jueves Santo la Hermandad del Amor y de la Paz realiza la salida de su desfile procesional desde esta iglesia, ofreciendo una de las imágenes más impactantes de la Semana Santa salmantina, con la silueta de la ciudad vieja como fondo.